# Francisco de Asís Pacheco
Francisco de Asís Pacheco y Montoro (Lucena, 1852-Madrid, 1897) fue un periodista, jurista y político español, senador y diputado en las Cortes de la Restauración. 

## Biografía
Nacido en la localidad cordobesa de Lucena el 4 de enero de 1852, fue doctor en Derecho, hombre político y periodista. El 6 de noviembre de 1876 se anunciaba en prensa que, «en breves días», contraería matrimonio con Obdulia de Robles.
Ejerció como director de La Voz del Pueblo de Córdoba, La Concordia de La Coruña y La Nueva España y Revista Contemporánea de Madrid, además de ser redactor de El Imparcial, La América, El Orden (1878) y El Liberal; y colaborador de La Ilustración Española, El Día, Revista de España, Revista de los Tribunales, Revista Hispano-Americana, Revista General de Legislación y Jurisprudencia y de El Tiempo de La Habana.
En origen republicano y afín a Cristino Martos, con la venida de la Restauración se integraría en el sistema monárquico implantado. Obtuvo escaño de diputado a Cortes en las elecciones de 1884 por el distrito de Alicante y en las de 1886 y 1893 por el distrito valenciano de Sagunto. También fue senador. Falleció en Madrid el 27 de noviembre de 1897.